# La Merced (Caldas)

Localização de La Merced no departamento de Caldas.

La Merced é um município localizado no departamento colombiano de Caldas.